# Gel (banda)
Gel fue una banda estadounidense de hardcore punk de Nueva Jersey. Formada en 2018 como un proyecto paralelo de la banda de powerviolence Sick Shit, Gel ha lanzado un álbum de larga duración, dos EP, un demo y un miniálbum dividido. Huw Baines de NME les atribuyó el mérito de "dar forma al sonido del hardcore en 2023".
En marzo de 2025, la banda anunció su disolución mediante una publicación en Instagram, citando conflictos internos con el ex guitarrista Anthony Webster. La banda acusó a Webster de hacer un uso indebido de los de fondos de la banda y de comportarse de forma inapropiada con los miembros de la banda.

## Historia
Gel se originó a partir de la antigua banda de powerviolence de Nueva Jersey Sick Shit, fundada por el guitarrista Matthew Bobko y el baterista Zach Miller. Poco después se unió Sami Kaiser. Cuando el bajista de Sick Shit abandonó el grupo, el puesto lo ocupó Anthony Webster, quien poco después se pasó a la guitarra. Esta formación de Sick Shit comenzó Gel en 2018 como un proyecto paralelo con el fin de perseguir un estilo de hardcore punk más tradicional. Gel lanzó su EP debut autotitulado en 2019. Ese mismo año, la banda lanzó una cinta llamada HC For The Freaks. La banda lanzó su segundo EP en 2021 titulado Violent Closure. Gel también lanzó un sencillo independiente en 2021 llamado "Mental Static". En 2022, Gel lanzó un split, Shock Therapy, con la banda Cold Brats. El álbum debut de la banda, Only Constant, fue lanzado el 31 de marzo de 2023. El álbum recibió críticas positivas.
El 16 de agosto de 2024, Gel lanzó un EP de 5 canciones titulado "Persona" en el nuevo sello discográfico Blue Grape Music. Los temas del EP se inspiraron en las obras de Carl Jung, particularmente en su concepto del yo en la sombra. "Persona" ha sido bien recibido por los críticos, con elogios por su evolución sonora que incorpora un estilo de producción más audaz manteniendo al mismo tiempo el sonido hardcore agresivo de la banda.
El 19 de marzo de 2025, Gel anunció la disolución de la banda a través de una publicación en Instagram, citando los "actos atroces del ex guitarrista Anthony Webster al intentar avanzar en su carrera musical" como causantes de "daños irreparables a la banda". Webster fue acusado de robar los fondos de la banda para pagar una "increíble cantidad de compras en OnlyFans ", filtrar desnudos de otros miembros de la banda en Reddit y actuar de manera violenta hacia el resto de la banda.

## Estilo musical
Gel tocaba un estilo de hardcore punk tradicional y rápido. Su música a veces hace uso de elementos del post-punk  y del D-beat. A diferencia del estilo predominante en el hardcore durante las décadas de 2010 y 2020, la música de Gel se apoya en gran medida en las raíces punk rock del género. La revista Revolver calificó su estilo "rápido, ruidoso e inflexiblemente enérgico" como "llenar el vacío que ha estado vacío en el panorama hardcore más amplio desde los primeros días de Trash Talk ".

## Miembros
Alineación final
- Sami Kaiser - voz (2018-2025)
- Matthew Bobko – bajo (2018–2025)
- Madison Nave – guitarra (2021–2025)
- Alex Salter - batería (2023-2025)

Antiguos miembros
- Anthony Webster – guitarra (2018–2024)
- Zach Miller – batería (2018–2023)

## Discografía
Álbumes
- Only Constant (2023)

EPs
- Gel (2018)
- Violent Closure (2021)
- Persona (2024)

Divisiones
- Shock Therapy (con Cold Brats; 2022)

- Demo 2018 (2018)